# Incendio en la cárcel de San Miguel de 2010
El incendio en la cárcel de San Miguel de 2010 fue un siniestro ocurrido el 8 de diciembre en dicho presidio, ubicado en la comuna de San Miguel en Santiago (Chile). El hecho produjo la muerte de 81 reos, dejó a otros 16 heridos y obligó a la evacuación de más de 200.

## Detalles
Según la información oficial, el incendio comenzó alrededor de las 5:10 del 8 de diciembre, a causa de una disputa —originada por el deseo de expulsar a un interno del lugar donde dormía— entre dos bandas rivales dentro del cuarto piso de la torre 5 del complejo penitenciario. Uno de los reos que participaba del hecho utilizó un lanzallamas artesanal, fabricado con un balón de gas y un tubo de plástico, lo que produjo que se encendieran elementos altamente inflamables, como colchones y ropa, dentro de la edificación. A esto se sumó la propagación de las llamas, que en solo tres minutos ocuparon la mayor parte de la zona afectada.
Los primeros testimonios de sobrevivientes y testigos dentro del penal señalaron que hubo peleas varias horas antes de que comenzara el incendio. También se dio a conocer la información de que en las noches solo cuatro funcionarios estaban a cargo de resguardar la seguridad interior de todo el recinto y cada una de las torres en las que estaban los reclusos de acuerdo a su peligrosidad, cuya población en total superaba los 1900 reclusos, siendo apoyados en el exterior por unos centinelas. Entre ocho y diez funcionarios actuaron para salvar a los reos del incendio.
Se confirmó que una llamada de alerta a bomberos fue realizada desde un celular alrededor de las 5:48 —la llamada no fue realizada por personal de Gendarmería, por lo que se cree que fue de parte de un reo—. La extinción del fuego se vio altamente dificultada: El primer carro de bomberos apareció a las 5:56; sin embargo, antes de que los bomberos ejecutaran sus labores, debieron esperar a que actuara el personal antimotines que, por protocolo, debía desalojar los tres niveles inferiores y abrirles una vía segura hacia el fuego.
El ministro de Salud, Jaime Mañalich, señaló que el incendio ocurrido era «quizás la desgracia más importante en la historia del sistema carcelario [del país]». Asimismo, detalló que los heridos fueron afectados por quemaduras faciales y en la vía aérea, por lo que fueron intubados con ventilación mecánica en diferentes recintos hospitalarios de la capital chilena. Además, se informó que un bombero y tres gendarmes habían resultado heridos de mediana gravedad.
El presidio estaba preparado para albergar a 1100 reos; sin embargo, al momento del siniestro, era habitado por 1961, lo que según muchas autoridades reflejaba la precariedad del sistema carcelario chileno. Además, se informó posteriormente que había 100 gendarmes, divididos en tres turnos, que cuidaban a los casi 2000 internos; así lo estableció el último informe elaborado por la Corte de Apelaciones el 14 de octubre, sobre la situación de los penales de esa jurisdicción. El informe detalló que en la torre siniestrada habitaban un total de 484 reos primerizos condenados, rematados o detenidos, de todos los niveles de compromiso delictual; y concluyó argumentando que el recinto era «sucio, húmedo y maloliente», además de que no existía mayor disciplina por parte de la guardia penitenciaria para establecer un orden al momento del descanso de los internos.
El 13 de diciembre el ministro de Justicia, Felipe Bulnes, comunicó que habían sido identificados los 81 fallecidos, destacando el trabajo conjunto realizado entre el Servicio Médico Legal, la Sección Huellas del Laboratorio de Criminalística Central de la PDI el Registro Civil. El 20 de diciembre se informó que, luego de presentar una notable mejoría, los 16 reos heridos que estaban internados en hospitales públicos habían sido derivados al Hospital Penal para su recuperación. Además, se detalló que se trabajaría al interior del penal en los aspectos psicológicos, dando apoyo tanto a los internos como a los funcionarios.

## Reacciones posteriores
El hecho produjo una reacción de repudio generalizado en todos los penales del país. Se produjeron varios motines e intentos de estos. 
El primero ocurrió en la misma cárcel de San Miguel, el 10 de diciembre, cuando un intento de motín dejó 23 lesionados leves. Luego se señaló que la violencia se generó debido al traslado a un recinto de la Región de O'Higgins de 35 reclusos de la torre 3, quienes fueron llamados al gimnasio de la cárcel para luego ser informados que debían ser derivados, lo cual generó diversos episodios que involucraron el encendido de colchonetas y ropa. Al día siguiente, la agitación vivida en esos momentos en los presidios chilenos obligó a Gendarmería a decretar alerta nacional, aumentando la seguridad de los 88 recintos de todo el país.
El 12 de diciembre más de 500 reos de la cárcel de Calama iniciaron una huelga de hambre como forma de solidarizar con las familias de los fallecidos y de denunciar los graves problemas de hacinamiento que viven diariamente.
El 16 de diciembre se produjo un gran motín en la ex-Penitenciaría de Santiago, luego de que algunos reos se manifestaran a raíz del incendio. En momentos en que se producían allanamientos, con la finalidad de requisar elementos prohibidos, un grupo de reos pertenecientes a la calle 11 comenzó a quemar colchones, frazadas y ropa de cama e inició un amago de incendio en ese sector, con el propósito de manifestar su rechazo a las medidas de control. El saldo final de heridos fue de 54 internos y 12 gendarmes, además de 10 detenidos. Ese mismo día se produjo un hecho de similares características en la ciudad de Quillota, con la participación de alrededor de 100 internos.
El 21 de diciembre un motín en la cárcel de Antofagasta dejó 41 reos y 6 gendarmes heridos, además de un carabinero golpeado por familiares de los presos. Los internos se sublevaron exigiendo la restitución de beneficios como la visita conyugal.
El 5 de enero de 2011 se realizó la reconstitución de escena, que se extendió por ocho horas y media. Comenzó cerca de las 5 de la mañana, incluyendo la participación de más de 200 personas, entre ellas funcionarios de la PDI, Bomberos, Gendarmería y los reclusos sobrevivientes, que actuaron como testigos. El fiscal regional trabajó en el lugar acompañado de otros seis fiscales. Al finalizar el procedimiento, se afirmó que los resultados se entregarían en unos 15 días. Los grupos policiales se preocuparon de determinar el lugar exacto donde se inició el fuego; después de esa primera etapa de la reconstitución, se tomó declaración a todos los gendarmes que estaban en el penal el día del siniestro, tanto a la guardia interna como la externa, y la tercera etapa consistió en recrear la llegada de bomberos al penal, así como los tiempos usados por estos para combatir las llamas, revisando todo el sistema de red húmeda.
El 29 de marzo de 2011, y tras una extensa audiencia de formalización de cargos que se prolongó por 19 horas, se imputó a los centinelas Fernando Orrego, José Francisco Poblete y Francisco Riquelme por cargos de homicidio por omisión reiterado de los 81 reos. En tanto, el subteniente José Hormazábal Sánchez, los coroneles Carlos Bustos Hoffman y Segundo Sanzana Barría, y los tenientes coroneles Patricio Campos Tapia y Jaime San Martín Vergara fueron formalizados por cuasidelito de homicidio. Posteriormente, se reformalizaría a la totalidad de los imputados por cuasidelito de homicidio reiterado.
Después de dos años de una extensa y detallada investigación encabezada por los fiscales Pablo Sabaj y Patricio Vergara, el 12 de diciembre de 2012 la Fiscalía presentó acusación en contra de los imputados por los cargos ya referidos. Actualmente la causa está en espera de la realización del respectivo juicio oral.

## Cobertura mediática
Todos los medios de prensa chilenos dieron amplia cobertura al hecho, sobre todo los canales de televisión, que dedicaron sus noticieros matinales a la tragedia y mostraron la angustia e incidentes provocados por los familiares de los presos durante el 8 de diciembre. Se estableció que, entre todos los canales de televisión abierta, se destinaron 49 horas de ese día a la noticia. Uno de los canales que recibió más críticas por su forma de abordar los hechos fue MEGA, que mostró imágenes con los cuerpos calcinados de algunos reclusos.
El Consejo Nacional de Televisión (CNTV) recibió 21 denuncias contra MEGA, 7 contra Chilevisión, 4 contra TVN y 1 contra Canal 13 por su sensacionalismo al cubrir los hechos. El organismo decidió, en su sesión del 14 de marzo de 2011, multar a los cuatro canales con el pago de 200 UTM.